# La Droite (Italie)
Pour les articles homonymes, voir La Droite.
La Droite (en italien : La Destra) est un ancien parti politique italien d'extrême droite fondé par Francesco Storace en 2007 et qui a adhéré à Forza Italia en 2014. En 2017, elle conflue dans le Movimento Nazionale per la Sovranità.

## Histoire
Initialement, il s'agissait d'un courant de droite de l'Alliance nationale dont le nom exact était D-Destra (litt. « de droite »), qui a fait scission du parti de Gianfranco Fini. Son assemblée constitutive s'est tenue les 10 et 11 novembre 2007.
Le 4 mars 2008, le ministère italien de l'Intérieur a refusé le symbole électoral que la Droite s'était choisi, en tant qu'il ressemblait beaucoup trop à celui d'Alliance nationale dont elle est issue. Le mouvement a eu 24 heures pour le changer.
Il présente, avec le Mouvement social - Flamme tricolore, Daniela Santanchè comme candidate Premier ministre aux élections législatives de 2008. L'alliance obtient 2,43 % des voix.
Pour les élections européennes de juin 2009, il se présente en cartel électoral, baptisé « L'Autonomie », avec le Mouvement pour les autonomies, le Parti des retraités et l'Alliance de centre. Le cartel rassemble 2,22 % des suffrages.
Le 5 février 2011, le président du Conseil italien Silvio Berlusconi propose une alliance gouvernementale à la Droite pour compenser la défection de son ex-allié Gianfranco Fini. Le parti accepte de soutenir le gouvernement en échange d'un poste de secrétaire d'État qui sera donné à Nello Musumeci.
Lors des élections générales italiennes de 2013, la Droite est le premier parti à annoncer sa coalition avec Le Peuple de la liberté mais elle n'obtient aucun parlementaire, n'obtenant que 219 769 voix (0,64 %) à la Chambre et 221 114 voix (0,72 %) au Sénat.
Le 29 mars 2014, le Comité central du parti décide l'adhésion de La Droite à Forza Italia, tout en continuant à présenter des listes apparentées sous le symbole de Droites unies.